# Konrad Broszczyk
Konrad Broszczyk (ur. 19 stycznia 1915 w Przepałkowie, zm. 22 stycznia 1990 w Mrągowie) – polski poeta i polonista.

## Życiorys
Urodził się w Przepałkowie w powiecie sępoleńskim. Ukończył studia na Wydziale Filologii Polskiej Uniwersytetu im. Adama Mickiewicza w Poznaniu. Po II wojnie światowej zamieszkiwał w Pile, gdzie pracował jako nauczyciel. W tym okresie stworzył między innymi „Hymn Młodzieży Pilskiej” (muzyka: Stefan Musioł). Dochód ze sprzedaży tekstu utworu wraz z nutami został przeznaczony na odbudowę zniszczonego przez powódź gmachu Państwowego Gimnazjum i Liceum im. St. Staszica w Pile. W tym okresie współpracował również z dziennikiem „Piła Mówi”, dla którego pisał reportaże oraz wiersze, zwłaszcza fraszki komentujące pilskie aktualności. Po przeprowadzce do Warszawy w latach 50. pracował jako autor oraz korektor w Państwowym Wydawnictwie Szkolnictwa Zawodowego, gdzie uczestniczył w wydaniu podręcznika „Artyzm w wyrobach z metalu: praca zbiorowa” oraz opracował podręcznik „Język polski: semestr 3 i 4” z serii Poradnik Metodyczny dla Techników Zaocznego Szkolenia Zawodowego.
Konrad Broszczyk jest autorem wielu wierszy publikowanych m.in. w „Gospodyni”, „Literaturze”, „Stolicy” czy „Tygodniku kulturalnym”.

## Wybrane publikacje

### Wiersze
Piła Mówi:
- O Polskę (1946)[5]
- Byrnesowi i Niemcom (1946)[6]
- Piła Mówi (1946)[7]

Gospodyni:
- Kocham Moja Warszawę (siedmioletniej Teresce na Dzień Dziecka) (1977)[8]
- Łąka (1977)[9]
- Spod Lenino (1977)[10]
- Moja Mamusia (1979)[11]
- W milczeniu wierzb (1979)[12]
- Wiersz na co dzień[13]
- Ziemia[14]
- Pochylona nad wnukami[14]
- Na progu kuchni. Paniom Kucharkom w pewnym PGR[14]

Literatura:
- Obraz Matki (1978)[15]
- Kiersztanowo (1978)[15]

Stolica:
- Król Staś[16]
- Zaproszenie do Warszawy[17]
- W Parku Ujazdkowskim[18]
- W ogródku działkowym[19]
- Spotkanie wnuka z Polską (1981)[20]
- Rachunek konsumpcji

Zielony Sztandar:
- O młodej ekspedientce (1956)[21]
- O pewnym architekcie i oborze (1956)[22]
- Życzenie żniwiarki (1956)[23]

Inne:
- Kiersztanowo (1978)[24]
- Charcica i kundel[25]
- Na spacerze (1977)[26]
- O pewnej Ewie (1953)[27]

### Inne publikacje
- „Pieśń młodzieży polskiej”[28]
- „Język polski: semestr 3 i 4”[4]